# Wright City (Oklahoma)
Wright City és un poble dels Estats Units a l'estat d'Oklahoma. Segons el cens del 2000 tenia 848 habitants.

## Demografia
Segons el cens del 2000, Wright City tenia 848 habitants, 302 habitatges, i 233 famílies. La densitat de població era de 394,5 habitants per km².
Dels 302 habitatges en un 39,4% hi vivien nens de menys de 18 anys, en un 51,3% hi vivien parelles casades, en un 18,5% dones solteres, i en un 22,8% no eren unitats familiars. En el 21,9% dels habitatges hi vivien persones soles el 9,6% de les quals corresponia a persones de 65 anys o més que vivien soles. El nombre mitjà de persones vivint en cada habitatge era de 2,81 i el nombre mitjà de persones que vivien en cada família era de 3,28.
Per edats la població es repartia de la següent manera: un 32,2% tenia menys de 18 anys, un 6,8% entre 18 i 24, un 27,4% entre 25 i 44, un 22,1% de 45 a 60 i un 11,6% 65 anys o més.
L'edat mediana era de 33 anys. Per cada 100 dones de 18 o més anys hi havia 87,9 homes.
La renda mediana per habitatge era de 29.196 $ i la renda mediana per família de 31.917 $. Els homes tenien una renda mediana de 30.694 $ mentre que les dones 13.667 $. La renda per capita de la població era de 13.032 $. Entorn del 18,2% de les famílies i el 19,6% de la població estaven per davall del llindar de pobresa.

## Poblacions més properes
El següent diagrama mostra les poblacions més properes.